# Ludwik Dunin Borkowski
Ludwik Dunin Borkowski herbu Łabędź (zm. po 19 stycznia 1793 roku) – sędzia ziemiański powiatu krzemienieckiego w 1792 roku, komornik graniczny krzemieniecki w 1764 roku.
Sędzia kapturowy powiatu krzemienieckiego w 1764 roku.